# Boucles de l'Aulne 2017
La 60e édition des Boucles de l'Aulne a eu lieu le 28 mai 2017. La course fait partie du calendrier UCI Europe Tour 2017 en catégorie 1.1. C'est également la dixième épreuve de la Coupe de France sur route.
L'épreuve a été remportée par le Norvégien Odd Christian Eiking (FDJ) qui s'impose en solitaire devant son coéquipier David Gaudu.

## Classement final
| \| Classement général \| Classement général \| Classement général \| Classement général \| Classement général \| \| Coureur \| Coureur \| Pays \| Équipe \| Temps \| \| ------------------ \| -------------------- \| ------------------ \| ----------------------------- \| ------------------ \| \| 1er \| Odd Christian Eiking \| Norvège \| FDJ \| 4 h 10 min 24 s \| \| 2e \| David Gaudu \| France \| FDJ \| + 10 s \| \| 3e \| Laurent Pichon \| France \| Fortuneo-Vital Concept \| + 10 s \| \| 4e \| Julien Loubet \| France \| Armée de terre \| + 10 s \| \| 5e \| Kévin Le Cunff \| France \| HP BTP-Auber 93 \| + 10 s \| \| 6e \| Julien El Fares \| France \| Delko-Marseille Provence-KTM \| + 10 s \| \| 7e \| Mathias Frank \| Suisse \| AG2R La Mondiale \| + 10 s \| \| 8e \| Daniel Navarro \| Espagne \| Cofidis, Solutions Crédits \| + 10 s \| \| 9e \| Benjamin Thomas \| France \| Armée de terre \| + 10 s \| \| 10e \| Mikel Bizkarra \| Espagne \| Euskadi Basque Country-Murias \| + 10 s \| |                      |         |                               |                 |
| |                      |         |                               |                 |
| Sources : ProCyclingStats Cycling Quotient |                      |         |                               |                 |
| Classement général |                      |         |                               |                 |
| Coureur | Coureur              | Pays    | Équipe                        | Temps           |
| 1er | Odd Christian Eiking | Norvège | FDJ                           | 4 h 10 min 24 s |
| 2e | David Gaudu          | France  | FDJ                           | + 10 s          |
| 3e | Laurent Pichon       | France  | Fortuneo-Vital Concept        | + 10 s          |
| 4e | Julien Loubet        | France  | Armée de terre                | + 10 s          |
| 5e | Kévin Le Cunff       | France  | HP BTP-Auber 93               | + 10 s          |
| 6e | Julien El Fares      | France  | Delko-Marseille Provence-KTM  | + 10 s          |
| 7e | Mathias Frank        | Suisse  | AG2R La Mondiale              | + 10 s          |
| 8e | Daniel Navarro       | Espagne | Cofidis, Solutions Crédits    | + 10 s          |
| 9e | Benjamin Thomas      | France  | Armée de terre                | + 10 s          |
| 10e | Mikel Bizkarra       | Espagne | Euskadi Basque Country-Murias | + 10 s          |